# 察汗乌苏河 (和静)
察汗乌苏河，位于中华人民共和国新疆维吾尔自治区巴音郭楞州和静县中南部地区的一条河流，是开都河左岸支流。有南、北两源：北源称芒奇提河或盲起苏河，为主源，发源于天山山脉萨尔明山北坡，东南流39千米后与南源相汇；南源称科克乌苏河或科库乌苏河，发源于萨尔明山南坡，自西北向东南流34千米后与芒奇提河汇流，两源相汇后干流始称“察汗乌苏河”。察汗乌苏河干流自两源汇合口处继续东南流9千米后转向西南流，约11千米后汇入开都河。河流全长61千米，流域面积669平方千米，年均径流量约1.2亿立方米。